# Vicenç de Margarit i de Biure
Vicenç de Margarit de Biure (Castell d’Empordà, c. 1613 – Perpinyà, 21 de desembre de 1672) va ser un eclesiàstic dominicà.
Sisè fill del matrimoni entre Felip de Margarit Sunyer, senyor del Castell d’Empordà, i Beatriu de Biure de Vilanova. Va ser germà de Josep de Margarit de Biure, governador de Catalunya durant la Guerra dels Segadors, gràcies al qual va obtenir importants càrrecs eclesiàstics. Segons Manel Güell, va ser batejat probablement el 1613.
Vicenç va cursar estudis a la Universitat de Girona. Allí va instruir-se en filosofia i aconseguí la càtedra de Teologia, matèria que també va impartir com a professor.
En el marc de la guerra entre la Corona Hispànica i les tropes francocatalanes, encadena els bisbats de Lleida (1642-46), Solsona (1646-51), Barcelona (1651-52), i a l’exili, Elna (1654) -càrrec que el Vaticà no va ratificar fins a 1669. Poques setmanes de morir, va beneir l’església parroquial de Sant Mateu de Perpinyà, inaugurada el 8 de març de 1671.
En els darrers anys del conflicte, Vicenç fa assíduament de procurador del seu germà  Josep en els assumptes patrimonials de la família. A més, gestiona les confiscacions de rèdits de la diòcesi gironina i l’arrendament de delmes d’alguns municipis empordanesos.
Les despulles de Vicenç van ser transportades al Castell d’Empordà el primer de març de 1722.